# Aripert II
Pour les articles homonymes, voir Aribert (homonymie).
Aripert dit Aripert II († mars 712) est roi des Lombards d'Italie de 702 à 712.

## Biographie
Duc lombard de Turin, fils du roi Raghinpert, Aripert est associé au trône à partir de 700. Déposé une première fois par Liutpert, il reprend le pouvoir peu après et règne sans interruption jusqu'à sa défaite face à Ansprand en 712 et meurt noyé dans la rivière Tessin. Sa mort marque la fin de la dynastie bavaroise sur le trône de Lombardie. Il a été enterré à Pavie dans la basilique de Santissimo Salvatore.

### Source primaire
- Paul Diacre, Histoire des Lombards, L. VI.

### Sources secondaires
- Gianluigi Barni, La conquête de l'Italie par les Lombards — VIe siècle — Les Événements. Le Mémorial des Siècles, Éditions Albin Michel, Paris (1975)  (ISBN 2226000712).